# Storia dell'hockey su ghiaccio in Europa
In Europa sono sempre esistiti giochi e passatempi da disputare su superfici ghiacciate, molti dei quali erano per certi versi degli antesignani dell'hockey moderno.

## Le origini e le principali competizioni internazionali
In tutta l'Europa Settentrionale sono sempre esistiti giochi da praticare su superfici ghiacciate, quindi stabilire con esattezza il punto di partenza dell'hockey è praticamente impossibile: si pensa che i Vichinghi fossero dei provetti pattinatori e che avessero potuto ideare un passatempo con le mazze, ma forse le basi dell'hockey potrebbero essere ricercate nel Kolf (Kolven) olandese del XVII secolo, sebbene le somiglianze di questa disciplina con l'hockey moderno siano piuttosto limitate.
Il Kolf olandese si diffuse anche in Gran Bretagna, dove in ogni caso erano già presenti alcuni giochi simili (molto spesso versioni "invernali" dell'hockey su prato): ci sono numerosi dipinti in cui sono ritratti discipline e passatempi praticati su fiumi e laghi ghiacciati; nel 1642, inoltre, ad Edimburgo fu fondato il primo circolo di pattinaggio d'Europa.
Verso l'inizio del XIX secolo, emerse il bandy, un gioco praticato con una pallina (e non con un disco), che in poco tempo avrebbe acquisito popolarità in tutto, prima di espandersi nel resto dell'Europa: gli incontri di bandy si svolgevano su di un campo da calcio completamente ghiacciato, in cui si sfidavano due squadre composte di 11 elementi; le estese dimensioni del terreno di gioco richiedevano ai giocatori grande abilità nel pattinaggio e nei passaggi.
Ben presto il bandy catturò l'interesse come dimostrato da alcune testimonianze che affermano la presenza di sfide tra i membri della famiglia reale fin dagli anni cinquanta; qualche decennio più tardi, a Londra comparvero le prime piste artificiali, tra cui il Glaciarum, costruito a Chelsea nel 1876.
In quello stesso periodo, in Canada si stava sviluppando l'hockey moderno, che, tuttavia, potrebbe avere radici nel bandy, sicuramente giocato dai soldati britannici anche in territorio nordamericano; inoltre, in Irlanda assieme al bandy era presente l'hurling, un gioco praticato anche in alcuni college canadesi, mentre in Scozia la disciplina con maggior seguito era lo shinty, che in Canada diventò shinny.
Quando i militari inglesi rientrarono in patria, importarono la nuova disciplina canadese che iniziò il proprio sviluppo anche in Europa: alcuni storici ritengono che la prima partita di hockey nel Vecchio Continente si sia disputata a St. Moritz (Svizzera) gli studenti di Oxford sconfissero 6-0 gli acerrimi rivali di Cambridge.
Sebbene a livello dilettantistico, il bandy viene praticato ancora oggi e da diverso tempo è presente la Federazione Internazionale, che organizza i campionati del mondo; le principali nazionali di bandy sono la Svezia, la Russia, la Norvegia, la Finlandia, gli USA, ma anche la Bielorussia, il Kazakistan e l'Estonia.

## Diffusione
Nel 1893 la famiglia di Lord Stanley ritornò in Gran Bretagna e contribuì alla diffusione dell'hockey canadese, insegnando le regole del gioco all'intera nazione: nel 1895 sul lago ghiacciato di Buckingham Palace, fu disputata una partita di hockey tra gli "Stanleys" e alcuni membri della famiglia reale, tra cui il Principe di Galles, futuro Re Edoardo VII, e il Duca di York, futuro Re Giorgio V.
Sul finire del secolo nacquero le prime squadre, collegate ai principali circoli di pattinaggio della Nazione (tra cui il Princes Skating Club); nel 1903 fu creata la English Ice Hockey League, la prima lega nazionale presente in Europa, il cui titolo inaugurale fu assegnato ai London Canadians.
In breve tempo, l'hockey si espanse nelle principali nazioni europee e nel 1908 alcuni delegati provenienti da Gran Bretagna, Francia, Belgio e Svizzera fondarono a Parigi la Ligue Internationale de Hockey sur Glace, la lega che avrebbe organizzato Mondiali e Olimpiadi e che, in seguito, si sarebbe trasformata nella International Ice Hockey Federation (IIHF).
Nel 1909 la IIHF organizzò a Chamonix un torneo internazionale che fu vinto dalla Gran Bretagna; un anno più tardi (1910), la Svizzera ospitò il primo Campionato Europeo, cui parteciparono, oltre agli Elvetici padroni di casa, Germania, Belgio, Gran Bretagna e Oxford Canadians, squadra formata da studenti canadesi, fuori classifica: la manifestazione continentale dimostrò la superiorità dei britannici, che si laurearono campioni d'Europa, superando nell'ordine tedeschi e belgi.
Gradualmente l'hockey si espanse in tutta l'Europa, tanto che negli anni successivi altre nazioni entrarono a far parte della Federazione Internazionale, ma la prima guerra mondiale provocò la cancellazione del Campionato Europeo a partire dopo l'edizione del 1914; l'Italia si unì alla IIHF nel 1923.

## Le prime Olimpiadi
Nel 1920 l'hockey su ghiaccio fu inserito all'interno dei Giochi della VII Olimpiade di Anversa, sebbene come disciplina dimostrativa; il gioco, tuttavia, era molto diverso da quello che noi conosciamo, infatti, ogni squadra era composta di 7 giocatori e le partite erano suddivise in due tempi da 20 minuti.
La medaglia d'oro fu assegnata al Canada di Frank Fredrickson, che batté gli Stati Uniti (le due nazioni nordamericane si erano aggregate alla IIHF in quello stesso anno), mentre la Cecoslovacchia si piazzò al terzo posto; nonostante l'ufficiosità di quel titolo olimpico, i dirigenti della IIHF conferirono al torneo di Anversa lo status di Campionato Mondiale: di conseguenza, il Canada fu la prima squadra a laurearsi campione del mondo; questa coincidenza si ripeté fino al 1968.
Nel 1924 a Chamonix fu organizzata l'edizione inaugurale dei Giochi Invernali, nel cui programma era ovviamente presente, insieme ad altri 5 sport, l'hockey su ghiaccio: il Canada, superando gli USA, si aggiudicò la prima medaglia d'oro olimpica ufficialmente riconosciuta. Dal 1972 il Campionato del Mondo fu separato dal torneo olimpico.

## Mondiali e Europei; criteri
Tra il 1921 e il 1927, nel 1929 e 1932 furono organizzati i Campionati Europei indipendenti; dal 1930 (escluso il 1932) il Campionato Europeo fu inglobato all'interno del Mondiale. Il Campionato del Mondo del 1991 fu l'ultimo torneo in cui fu assegnato il titolo europeo. A causa della seconda guerra mondiale, non fu organizzata alcuna manifestazione tra il 1940 e il 1946. Nel 1980, nel 1984, nel 1988 il Campionato del Mondo non fu organizzato.
Tra il 1930 e il 1981, per stabilire quale fosse la migliore squadra europea, al termine dei Campionati mondiali veniva premiata il team che aveva raggiunto la posizione più elevata all'interno del torneo. Nel 1980 il titolo europeo non fu assegnato.
Dal 1982 fino al 1991 invece, la formazione con la migliore classifica al termine delle partite eliminatorie del Campionato Mondiale (escluse quelle contro Canada e USA) era premiata con il titolo europeo; nel 1984 e nel 1988 il titolo europeo non fu assegnato.
Ai Mondiali del 1991 (organizzati in Finlandia e vinti dalla Svezia), l'URSS si aggiudicò l'ultimo titolo continentale; nel 1992 il titolo europeo venne soppresso.
In quasi tutte le edizioni di Mondiali e Olimpiadi tra il 1930 e il 1991, non era prevista alcuna finale per stabilire la squadra vincitrice: le medaglie, infatti, erano assegnate al termine di gironi all'italiana.
Nel 2001, le tradizionali Pool A, B, C, D sono state sostituite rispettivamente da World Championship, World Championship Division I - Gruppo A e Gruppo B, World Championship Division II - Gruppo A e Gruppo B; nel 2003 è stata istituita la Division III.
Le competizioni internazionali erano sempre riservate ai dilettanti, di conseguenza i professionisti della NHL non ne erano ammessi: fino agli anni sessanta, il Canada era rappresentato dalla vincitrice della Allan Cup (migliore squadra amatoriale della nazione), ma il continuo innalzamento del livello tecnico degli Europei relegò la "Foglia d'Acero" lontano dalle prime posizioni; quando nel gennaio 1970 la IIHF confermò il divieto per i professionisti, la Federazione Canadese ritirò le proprie formazioni dai maggiori tornei internazionali.
Nel 1976, sebbene il CIO ("Comitato Olimpicato Internazionale") mantenesse ancora il divieto per i Giochi Olimpici, la IIHF cancellò finalmente la norma sul dilettantismo, permettendo a Canada e Stati Uniti il libero utilizzo dei loro giocatori ai Campionati del Mondo (il Canada rientrò ufficialmente soltanto nel 1977).
I Mondiali si disputano durante i mesi primaverili e sono sempre in concomitanza con i playoff della NHL; di conseguenza, le varie nazionali possono utilizzare solamente quei giocatori, le cui squadre sono già state eliminate dalla corsa alla Stanley Cup.
Per quanto riguarda le Olimpiadi, il CIO mantenne il divieto per i giocatori professionisti fino al 1988, anche se solamente nel 1998 i dirigenti della NHL decisero di interrompere la stagione per permettere ai vari giocatori di aggregarsi alle rispettive nazionali: il torneo olimpico di Nagano del 1998 e quello del 2002 di Salt Lake City furono delle vere parate di stelle.

## Le potenze europee

### Gran Bretagna
Sebbene sia ora relegata nelle serie inferiori, la formazione di Sua Maestà, fino alla Seconda guerra mondiale, era l'unica squadra a poter sfidare il Canada. La Gran Bretagna interruppe il dominio della "Foglia D'Acero" ai IV Giochi olimpici invernali, vincendo un'insperata medaglia d'oro a Garmisch-Partenkirchen; tuttavia va ricordato che quella formazione annoverava diversi giocatori canadesi emigrati nel Regno Unito. L'hockey si diffuse anche in Scozia, tuttavia la nazionale rimase sempre quella della Gran Bretagna, altrimenti la partecipazione alle Olimpiadi non sarebbe stata possibile.
Negli anni cinquanta la Gran Bretagna retrocesse nei gironi inferiori e non riuscì più a rientrare nel raggruppamento principale (a parte una veloce apparizione nel 1994); ora, la nazionale britannica gioca in Division I - Gruppo A.
Albo d'Oro:
- Olimpiadi: 1 oro, 1 bronzo
- Mondiali: 1 oro, 2 argenti, 2 bronzi
- Europei: 4 ori, 2 argenti, 1 bronzo

### Cecoslovacchia
Tra le potenze europee, quella con la storia più antica è sicuramente la Cecoslovacchia, in cui l'hockey si sviluppò grazie al contributo di Josef Rossler-Orovsky e Josef Gruss: il primo era un atleta locale che, al termine di un soggiorno a Parigi, portò in patria diverse mazze e diffuse un gioco francese; il secondo era un docente all'Università di Karlov che tradusse in ceco le regole canadesi.
Nel 1908 Gruss istituì alcune squadre nella città di Praga e nel mese di novembre dello stesso anno contribuì alla fondazione della Czech Hockey Union; l'hockey riscosse immediatamente successo, infatti, la Boemia (la Cecoslovacchia nacque alla fine della Prima guerra mondiale) fu tra le primissime nazioni ad iscriversi alla IIHF, vincendo il titolo europeo nel 1911 e nel 1914. Dopo la Grande Guerra, la Cecoslovacchia continuò a produrre hockey di eccellente livello, dimostrando il proprio valore con numerosi titoli europei e medaglie mondiali.
Uno dei primi fuoriclasse cechi fu l'attaccante Josef Malecek, membro dell'LTC Praga, una delle più forti compagini europee tra le due guerre mondiali: Malecek fu notato da alcuni osservatori canadesi, i quali erano convinti che il campione ceco avrebbe potuto tranquillamente giocare nella NHL. Nella sua carriera, Malecek partecipò a 16 edizioni dei Mondiali e 3 Giochi Olimpici, segnando 114 reti in 107 partite con la maglia della nazionale.
Mentre tra i Cechi l'hockey riscosse immediatamente i favori degli appassionati, gli Slovacchi continuarono a praticare il bandy, resistendo alle tentazioni canadesi fino al 1921, quando fu disputata la prima dimostrazione di hockey; nonostante la nascita della Federazione Cecoslovacca di Hockey nel 1931, la Slovak Hockey Union (istituita nel 1930) continuò ad organizzare le proprie competizioni e soltanto alla fine della Seconda guerra mondiale, le squadre slovacche parteciparono attivamente al campionato nazionale. Nel 1947 e nel 1949 la Cecoslovacchia (guidati dagli splendidi centri Vladimir Zabrodsky e Jaroslav Drobny) vinse il titolo mondiale e, nonostante l'ingresso del colosso sovietico, continuò a produrre campioni e fuoriclasse.
Le sfide tra Cecoslovacchia e Unione Sovietica furono davvero intense, cariche di emozioni, e raggiunsero il culmine nel 1968, quando l'Esercito Sovietico entrò nel territorio cecoslovacco: l'Invasione dei carri armati russi influenzò anche le vicende sportive, tanto che ogni partita tra URSS e Cecoslovacchia era contraddistinta da grandissima tensione.
L'incontro più sentito avvenne nel 1969 durante i Mondiali organizzati in Svezia: in quella sfida, i giocatori della Cecoslovacchia furono trascinati dall'orgoglio e dal cuore di tutta la loro nazione, ancora ferita dai tragici eventi. Grazie alle splendide parate del portiere Vladimír Dzurilla e le reti di Jan Suchý e Josef Černý, la Cecoslovacchia si guadagnò un successo per 2-0 che fu salutato da dimostrazioni di gioia in tutto il paese, in particolare a Praga, ma i sogni mondiali furono rovinati dalla sconfitta nell'ultima giornata contro gli svedesi.
La Cecoslovacchia fu sempre protagonista nelle diverse competizioni internazionali, vincendo il titolo mondiale nel 1947, nel 1949, nel 1972 (poco prima della Summit Series), nel 1976, nel 1977 e nel 1985; nel 1976 la Cecoslovacchia si qualificò per la finale della prima Canada Cup, dove fu sconfitta dai padroni di casa.
Tra gli anni '60 e '70, la Cecoslovacchia presentò dei grandissimi fuoriclasse, tra cui:
- Jiří Holeček, ceco, portiere;
- Vladimír Dzurilla, slovacco, portiere;
- Jan Suchý, ceco, difensore;
- Vladimír Bednár, ceco, difensore;
- Jiří Bubla, ceco, difensore;
- Josef Horešovský, ceco, difensore;
- Oldřich Machač, ceco, difensore;
- František Pospíšil, ceco, difensore;
- Richard Farda, ceco, attaccante;
- Ivan Hlinka, ceco, attaccante;
- Jiří Holík, ceco, attaccante;
- Vladimír Martinec, ceco, attaccante;
- Václav Nedomanský, ceco ma di origini slovacche, attaccante
- Marian e Peter Šťastný, slovacchi, attaccanti.

Nedomansky nel 1974 si aggregò ai Toronto Toros della WHA, dove giocò assieme a Frank Mahovlich: senza dubbio, gli osservatori della lega ribelle si resero conto immediatamente dell'estremo valore dei giocatori europei, in particolare di quelli cecoslovacchi, precedendo i colleghi della NHL.
Peter Šťastný, invece, nel 1980 si trasferì in Canada, dove giocò con i Quebec Nordiques della NHL, meravigliando tutti gli appassionati: per sei stagioni consecutive, Šťastný superò il muro dei 100 punti, stabilendo dei record per i giocatori europei, battuti solo da Jari Kurri; nel 1984 Šťastný disputò la Canada Cup con la maglia dei padroni di casa.
Nel 1993 la Cecoslovacchia cessò la propria esistenza politica e fu suddivisa in Repubblica Ceca e Repubblica Slovacca; tuttavia, mentre la Repubblica Ceca fu inserita nella massima serie, la Slovacchia dovette ricominciare dalla Pool C, anche se ritornò nella prima divisione dopo soli due anni.
Nel 1996 la Repubblica Ceca, guidata in panchina da Ivan Hlinka, si laureò campione del mondo, e due anni più tardi si aggiudicò una storica medaglia d'oro ai Giochi Olimpici di Nagano: le vittorie nei quarti contro gli Stati Uniti (4-1), in semifinale contro il Canada (2-1 ai rigori) e in finale contro la Russia (1-0 grazie alla rete di Petr Svoboda) furono salutate dall'intero popolo ceco, che si riversò nelle piazze delle principali città. I protagonisti di quel successo furono Dominik Hašek, autore di parate incredibili, Jaromír Jágr e il capitano Vladimír Růžička, leader carismatico della squadra.
Il trionfo a Cinque Cerchi fu seguito da tre titoli mondiali consecutivi, che confermarono la superiorità internazionale dei Cechi; nella finale del 2000 a San Pietroburgo gli avversari furono proprio i "cugini" della Slovacchia, che però nel 2002 conquistarono un inaspettato titolo mondiale, battendo la Russia.
Un altro momento memorabile nella storia dell'hockey ceco avvenne durante la World Cup 2004: la guida tecnica della nazionale era stata affidata a Hlinka, che sarebbe tornato in panchina dopo l'oro di Nagano; il 16 agosto, però, il coach fu vittima di un terribile incidente stradale, morendo a soli 54 anni. Al posto dello sfortunato allenatore, fu chiamato Vladimir Ruzicka.
La fase iniziale della World Cup fu alquanto deludente, ma nei quarti di finale la Repubblica Ceca esplose con un perentorio 6-1 nei confronti della Svezia, qualificandosi per la semifinale di Toronto contro il Canada. Come sei anni prima a Nagano, le due rivali chiusero i tempi regolamentari in parità, al termine di sessanta minuti entusiasmanti: nel prolungamento, la "Foglia d'Acero" trovò la rete della vittoria, ma tutti gli osservatori notarono che i fuoriclasse nordamericani erano stati messi in grave difficoltà; se la Repubblica Ceca avesse ottenuto il successo, nessuno avrebbe potuto obiettare qualcosa.
Senza dubbio, l'ex Cecoslovacchia continua a produrre campioni come Jaromir Jagr, Patrik Eliáš, Robert Reichel, Pavol Demitra, Ziggy Palffy, Milan Hejduk, Marián Hossa, Marián Gáborík.
Albo d'Oro:
Cecoslovacchia
- Olimpiadi: 4 argenti, 4 bronzi
- Mondiali: 6 ori, 12 argenti, 14 bronzi
- Europei: 12 ori, 20 argenti, 17 bronzi

Repubblica Ceca:
- Olimpiadi: 1 oro
- Mondiali: 4 ori, 4 bronzi

Slovacchia:
- Mondiali: 1 oro, 2 argenti, 1 bronzo

### Svezia
Un'altra grande potenza europea è sicuramente la Svezia, la celeberrima squadra delle Tre Corone: il Paese Scandinavo, tuttavia, fu una delle nazioni in cui il bandy ebbe maggior seguito, tanto che il passaggio all'hockey fu alquanto complesso. Fin dal XIX secolo, gli abitanti svedesi si dilettavano con questo, diventando ben presto (assieme ai Russi) i migliori interpreti di questa disciplina; il gioco canadese non sembrava attecchire, nonostante l'ingresso della Svezia nella IIHF nel 1912.
Tuttavia, nel 1919 iniziò il cambiamento che avrebbe portato la Svezia ai vertici dell'hockey mondiale: convinto che gli abili giocatori svedesi di bandy sarebbero potuto diventare ottimi hockeisti, il distributore cinematografico statunitense Raoul Le Mat, residente a Stoccolma, decise di insegnare e spiegare con insistenza le regole della disciplina canadese; Le Mat, inoltre, propose alla federazione nazionale di calcio (che controllava anche il bandy) la partecipazione della Svezia alle Olimpiadi di Anversa nel 1920.
Tuttavia, questo progetto era di difficile applicazione, anche perché pochissimi svedesi erano in possesso del materiale adatto per l'hockey; inoltre soltanto tre giocatori, Hansi Georgii, Nils Molander e David Safwenberg, avevano esperienze in campo hockeistico, essendosi trasferiti in Germania e giocato in squadre di Berlino.
Nonostante le enormi difficoltà, la Svezia, guidata in panchina da Le Mat, si comportò dignitosamente al torneo olimpico (3 vittorie e 3 sconfitte), guadagnando un discreto quarto posto, dietro Canada, USA e Cecoslovacchia; inoltre, gli Svedesi furono gli unici che riuscirono a segnare una rete alla formazione della Foglia d'Acero.
In poco tempo la Svezia raggiunse la vetta delle competizioni internazionali, conseguendo ottimi risultati: nel 1921 gli Svedesi si laurearono campioni europei (questo campionato europeo fu in verità disputato da sole due squadre: la Svezia e la Cecoslovacchia), per poi riconquistare il titolo anche nel 1923, nel 1928 e nel 1932; alle Olimpiadi Invernali del 1928 a St. Moritz, la Svezia fu premiata con un'eccezionale medaglia d'argento, superata solo dai Canadesi. Grazie a questi successi, il Paese della Scandinavia si appassionò all'hockey, tanto che nel 1922 fu fondata la Federazione Nazionale.
Tuttavia per un breve periodo, la Svezia si ritirò dalle competizioni internazionali per protestare contro la decisione del CIO che aveva escluso Austria e Germania, in seguito alla Prima guerra mondiale: nel 1924 la Svezia chiese la riammissione delle due nazioni ma, a causa del rifiuto, si ritirò dalla Federazione Internazionale, rientrando nel 1926, quando i due paesi di lingua tedesca furono re-introdotti. Tuttavia a causa di problemi economici, le partecipazioni svedesi a Mondiali, europei ed olimpiadi furono alquanto limitate, almeno fino agli anni trenta.
Il primissimo fuoriclasse nella storia dell'hockey svedese fu Nils Molander, che fin dal 1908 risiedeva in Germania, giocando per il Berliner Schlittschu Club; Molander partecipò ai Giochi olimpici di Anversa del 1920, mantenendo livelli di eccellenza per tutti gli anni venti.
L'altra grande superstar svedese fu Gustaf Johansson ("Lulle"), uno dei più pericolosi attaccanti europei: Lulle iniziò la propria carriera negli anni venti con la maglia dell'IK Göta Stockholm, la principale squadra del campionato nazionale, prima di trasferirsi al Berliner SC, che anche negli anni trenta festeggiò numerosi titoli di Germania.
Oltre a Molander e Lulle Johansson, i principali giocatori svedesi furono:
- Curt Sucksdorff, portiere
- Erik Burman
- Mulle Petersén
- Carl Abrahamsson
- Sigge Öberg
- Birger Holmqvist ("Bigge")
La Svezia è nota come la Squadra delle Tre Corone (i tifosi, infatti, gridano Heja Tre Kronor), ma soltanto nel 1938 la maglia della nazionale fu decorata con quel simbolo, che ricalca le Tre Corone del Palazzo del Municipio di Stoccolma e rappresenta l'intero paese.
Nel periodo successivo alla Seconda guerra mondiale, la Svezia continuò a produrre fuoriclasse, aggiudicandosi cinque titoli europei e tre Mondiali tra gli anni cinquanta e sessanta; il più celebre campione di quel ventennio fu sicuramente Sven Johansson "Tumba", forse la più grande superstar svedese di sempre. Per oltre due decenni, Tumba dominò l'hockey europeo, vestendo la divisa giallo-blu per 245 volte e segnando 223 gol (record nazionali); Johansson era dotato di un tiro potentissimo che si trasformava in un'arma letale per i portieri avversari.
Nel 1957, Tumba fu invitato dai Boston Bruins, impressionando positivamente gli osservatori nordamericani, che gli offrirono un contratto per le minor leagues; tuttavia, dopo 5 partite con i Quebec Aces, Tumba rientrò in Svezia, poiché altrimenti avrebbe perso lo status di dilettante e sarebbe stato escluso dalla nazionale.
Altri protagonisti di quel periodo furono i difensori Lars Björn, Roland Stoltz e gli attaccanti Eilert Mättää "Garvis", Ronald Pettersson "Sura-Pelle" e Lennart Svedberg; quest'ultimo a soli 17 anni, debuttò contro la Cecoslovacchia nel 1961. All'inizio della propria carriera, il giovane fuoriclasse era utilizzato come attaccante, ma con il passare degli anni fu spostato in difesa, posizione in cui eccelse; anche Anatolij Tarasov si rese conto dell'estrema classe di Svedberg, tanto che lo invitò a Mosca per disputare una serie di esibizioni con la maglia del CSKA. Ciò non fu possibile, perché il 29 luglio 1972 a soli 29 anni, Svedberg perse la vita in un tragico incidente stradale, lasciando un vuoto incolmabile negli appassionati di hockey.
Negli anni settanta gli Svedesi iniziarono la loro emigrazione verso il Nord-America, giocando sia nella NHL, sia nella WHA: dopo Ulf Sterner nel 1963-64, fu la volta di numerosi fuoriclasse che deliziarono gli appassionati canadesi e americani, nonostante le estreme difficoltà di ambientamento. Il più celebre, probabilmente, fu Börje Salming, splendido difensore dei Toronto Maple Leafs, che assieme ai connazionali Andres Hedberg e Ulf Nilsson, partecipò alla Challenge Cup 1979: i tre svedesi furono gli unici giocatori non canadesi presenti nel roster delle NHL All-Stars che sfidarono la nazionale sovietica.
Negli anni ottanta la Svezia continuò a giocare ad altissimo livello, raggiungendo la finale di Canada Cup nel 1984 e vincendo il titolo mondiale nel 1987; tra i massimi fuoriclasse possiamo ricordare Håkan Loob, Thomas Steen, Kent Nilsson, Anders Erdenbrink nella squadra del 1984, Bengt-Åke Gustafsson, Tomas Sandström, Peter Lindmark "Pekka" e ancora Håkan Loob in quella del 1987.
Tuttavia il trionfo più dolce nella storia dell'hockey svedese fu la medaglia d'oro ai XVII Giochi olimpici invernali di Lillehammer nel 1994, in cui brillarono le stelle di Tommie Salo e Peter Forsberg, protagonisti della finale contro il Canada: in quell'incontro, i Nordamericani presero un vantaggio per 2-1, ma Magnus Svensson pareggiò il conto a pochi minuti dalla sirena, forzando la partita ai tempi supplementari; nel prolungamento, nessuna delle due squadre riuscì a prevalere sull'altra e così sarebbero stati i rigori ad assegnare la medaglia d'oro.
Dopo alcuni gol e alcuni errori, fu il turno di Peter Forsberg, che in caso di realizzazione avrebbe dato alla Svezia un importantissimo vantaggio: il futuro beniamino dei Colorado Avalanche non fallì, obbligando Paul Kariya a segnare, altrimenti il Canada sarebbe stato sconfitto; purtroppo per i Nordamericani, Tommie Salo respinse il tiro, regalando alle Tre Corone uno storico titolo olimpico.
Dopo il trionfo di Lillehammer, la Svezia dovette ingoiare dei bocconi amari nei seguenti Giochi Olimpici, venendo sempre eliminata ai quarti di finale: a Nagano, infatti, fu sconfitta dalla Finlandia, mentre a Salt Lake City (in cui aveva battuto il Canada nell'incontro d'apertura) fu incredibilmente superata dalla Bielorussia, che si avvantaggiò di un terribile errore del portiere Tommie Salo.
Nonostante le delusioni olimpiche, la Svezia, ancora oggi, è un serbatoio di fuoriclasse e non sorprende vedere moltissimi svedesi primeggiare nella NHL: oltre a Forsberg (che per molti critici, è il miglior giocatore in attività di tutta la lega nordamericana) e Salo, ricordiamo Markus Näslund dei Vancouver Canucks, il difensore Nicklas Lidström, (il primo europeo premiato con il prestigioso Conn Smythe Trophy), Mats Sundin e Daniel Alfredsson, i quali si sono meritati i gradi di capitano di due importanti squadre come i Toronto Maple Leafs e gli Ottawa Senators.
Albo d'oro:
- Olimpiadi: 1 oro, 2 argenti, 4 bronzi
- Mondiali: 7 ori, 19 argenti, 14 bronzi
- Europei: 10 ori, 18 argenti, 19 bronzi

### Finlandia
Eterna rivale della Svezia è la Finlandia, la squadra del Leone Rampante, che è l'ultima grande potenza europea: i primi tentativi di introdurre l'hockey nel paese nordico furono preparati dal professor Leonard Borgström sul finire del XIX secolo, ma ebbero scarso successo, infatti, poco tempo dopo gli abitanti finlandesi persero ogni tipo di interesse per la disciplina canadese, preferendo ancora il bandy.
Soltanto negli anni venti, la Finlandia si ri-avvicinò all'hockey: i membri della squadra nazionale di pattinaggio erano rimasti colpiti dalla velocità di questo gioco, quindi nel 1927 decisero di introdurre la disciplina canadese all'interno del proprio programma sportivo nel 1927; l'anno successivo avvennero due eventi molto importanti, vale a dire l'istituzione del campionato nazionale (organizzato dalla Federazione Calcio) e l'ingresso all'interno della IIHF.
Gradualmente, l'hockey iniziò ad espandersi in tutta la nazione, togliendo al bandy il ruolo da protagonista; nel 1929 fu ufficialmente fondata la Suomen Jäähockeyliitto (l'Associazione Nazionale di Hockey su Ghiaccio), anche se si sarebbe dovuto attendere il 1939 per assistere al debutto finlandese ai Campionati del Mondo. Tuttavia, gli inizi furono alquanto complessi per la nazionale bianco-blu, anche perché a differenza degli altri paesi, in Finlandia non erano presenti rink artificiali che permettessero gli allenamenti in qualsiasi condizione meteorologica: finalmente, il 22 novembre 1955 fu costruito a Tampere un nuovo palazzo del ghiaccio che avrebbe dato grande impulso all'hockey finlandese.
Negli anni sessanta la Finlandia entrò definitivamente nell'élite dell'hockey internazionale, grazie a due eventi importanti, l'argento europeo nel 1962 e l'organizzazione a Tampere dei Mondiali nel 1965; tuttavia, nonostante ottimi campioni, la Finlandia dovette attendere gli anni ottanta prima di risalire sul podio continentale, grazie agli argenti del 1985 e del 1986.
Analizzando l'albo d'oro finlandese, si può facilmente notare la differenza con le altre grandi nazionali: per quanto riguarda le Olimpiadi, la nazionale bianco-blu guadagnò la prima medaglia durante i XV Giochi olimpici invernali di Calgary nel 1988, in cui conquistò un eccellente argento dietro la grandissima Unione Sovietica; successivamente, la Finlandia si piazzò per due volte al terzo posto, nel 1994 ad Albertville e nel 1998 a Nagano. La medaglia di bronzo dell'edizione giapponese dei Giochi Olimpici venne conquistata dopo due spettacolari vittorie sulla Svezia (nei quarti di finale) e sul Canada (nella finale per il terzo posto).
Nella propria storia, soltanto nel 1995 la Finlandia si è piazzata sul gradino più alto del podio: in quell'edizione dei Mondiali, la formazione del Leone Rampante, guidata dal difensore Timo Jutila (capitano) e da Saku Koivu, Jere Lehtinen e Ville Peltonen, sconfisse nella finalissima la Svezia padrona di casa, conquistando una storica medaglia d'oro; il coach della nazionale finlandese era lo svedese Curt Lindstöm, che giocò sicuramente un "tiro mancino" ai suoi connazionali, guidando gli eterni nemici alla medaglia d'oro. L'inaspettato trionfo fu salutato da tutto il popolo finlandese, che si riversò nelle principali piazze per celebrare la vittoria.
Nonostante questo unico successo, la Finlandia è riuscita a produrre tantissimi giocatori di qualità, tra cui spicca senza ombra di dubbio Jari Kurri: giocando con gli Edmonton Oilers, Kurri ebbe la "fortuna" di essere inserito nella stessa linea di Wayne Gretzky, con cui formò un'accoppiata leggendaria; è chiaro che se Kurri non fosse stato ingaggiato dagli Oilers, non avrebbe mai raggiunto quelle statistiche, ciononostante va ricordato che giocare insieme a The Great One era un compito difficilissimo che richiedeva classe, talento ed intelligenza, doti che Kurri disponeva in abbondanza.
In tutta la propria carriera nella NHL, Kurri (che disputò una stagione anche in Italia) ottenne dei risultati eccezionali: 1251 partite, 601 gol, 797 assist, 1398 punti (soltanto 13 giocatori hanno collezionato almeno 1000 partite, 500 gol, 700 assist e 1000 punti) e soprattutto 5 Stanley Cup, numeri che gli hanno garantito il 50º posto nella lista dei 50 migliori giocatori NHL di sempre.
Negli anni novanta nella NHL sono arrivati altri grandi campioni finlandesi, tra cui ricordiamo Teemu Selänne, Jere Lehtinen, Sami Kapanen e soprattutto Saku Koivu, il capitano dei Montreal Canadiens: quest'ultimo è riuscito inoltre a sconfiggere un tumore, rientrando ai massimi livelli.
Anche il nuovo millennio sta portando delle enormi soddisfazioni alla nazione del Leone Rampante: durante la World Cup 2004, la Finlandia ha disputato delle eccellenti partite, raggiungendo addirittura la finale contro il Canada; nonostante la sconfitta per 3-2, i Finlandesi sono usciti a testa altissima, consci di aver creato numerose difficoltà ai fuoriclasse della "Foglia d'Acero". Il protagonista della cavalcata finlandese nella World Cup fu senza dubbio il portiere Miika Kiprusoff, che pochi mesi prima aveva guidato i Calgary Flames ad un passo dalla Stanley Cup.
Come detto in precedenza, Svezia e Finlandia sono divise da un'acerrima rivalità, che spesso ha creato delle vere e proprie battaglie sul ghiaccio: la prima sfida tra le due nazionali nordiche risale al lontano 1928, quando le Tre Corone (rappresentate completamente dall'IK Gota di Stoccolma) si imposero per 8-1; le due compagini si sarebbero incontrate molte altre volte, anche se solo nel 1959 i Finlandesi poterono esultare per la prima vittoria (4-1). Ovviamente a causa delle numerose partite tra Svezia e Finlandia, è molto difficile affermare quali siano state le più spettacolari.
Albo d'Oro:
- Olimpiadi: 1 argento, 2 bronzi
- Mondiali: 1 oro, 5 argenti, 1 bronzo
- Europei: 1 argento, 3 bronzi

## Altre Nazioni
L'hockey canadese, tuttavia, non si era sviluppato solo in paesi come la Gran Bretagna o la Svezia, ma anche in altre nazioni quali Belgio, Germania, Austria, Francia, Svizzera. Tuttavia, questi paesi lasciarono ben presto la supremazia continentale ad altre squadre, vale a dire Cecoslovacchia, Svezia, Finlandia e soprattutto Unione Sovietica: solamente Germania e Svizzera producono hockey di qualità (sebbene di livello inferiore rispetto a quello delle altre potenze europee), mentre Austria, Francia sono delle semplici comprimarie; Gran Bretagna e Belgio sono relegati da tantissimo tempo nelle serie inferiori.

### Germania
La prima partita in territorio tedesco venne disputata sul lago Halensee di Berlino il 4 febbraio 1897; in breve tempo l'hockey si diffuse in tutta la Germania, anche se il primo campionato nazionale fu organizzato solo nel 1912. Nel 1934 a Milano, la Germania si laureò campione d'Europa.

### Francia
Dopo la Gran Bretagna nel 1903, la Francia fu il primo paese che organizzò un campionato nazionale (1904); nel 1924, i Transalpini si aggiudicarono il titolo europeo.

### Belgio
L'hockey riscosse grande successo in Belgio fin dall'inizio del XX secolo, tanto che la prima partita internazionale fu disputata nel 1906 contro i francesi; nel 1913 il Belgio si laureò campione d'Europa, restando ai vertici dell'hockey continentale fino agli anni venti. Non è un caso che l'hockey debuttò alle Olimpiadi (sebbene come disciplina dimostrativa) nel 1920 ad Anversa.

### Svizzera
Fin dal XIX secolo, il bandy veniva praticato con molto entusiasmo nei cantoni Elvetici, tuttavia, alcuni studenti e turisti britannici invitarono gli abitanti della Svizzera a provare la nuova disciplina canadese e nel 1902 fu organizzata la prima partita di hockey. Fino agli anni cinquanta, la Svizzera si dimostrò una delle principali compagini europee, come dimostrato dai quattro titoli continentali (l'ultimo nel 1950).

### Austria
In Austria, il bandy contese all'hockey la supremazia nazionale, ma dagli anni dieci la disciplina canadese si espanse in tutto il territorio; la nazionale austriaca si distinse sempre in tutte le competizioni internazionali, vincendo 2 titoli europei e conquistando diversi piazzamenti sul podio.

### Unione Sovietica e Russia
La corazzata sovietica fu l'autentica dominatrice di Mondiali e Olimpiadi, anche se soltanto alla fine della Seconda guerra mondiale emerse il vero interesse per l'hockey canadese, da sempre oscurato dal bandy: il primo campionato nazionale fu organizzato soltanto nel 1946, mentre le prime partecipazioni a Mondiali ed Olimpiadi risalgono addirittura al 1954 (Stoccolma) e al 1956 (Cortina d'Ampezzo).